# Diócesis de Saint Thomas
La diócesis de Saint Thomas (en latín: Dioecesis Sancti Thomae in Insulis Virgineis y en inglés: Roman Catholic Diocese of Saint Thomas) es una circunscripción eclesiástica de la Iglesia católica en las Islas Vírgenes de los Estados Unidos. Se trata de una diócesis latina, sufragánea de la arquidiócesis de Washington. Desde el 2 de marzo de 2021 su obispo es Jerome Feudjio.

## Territorio y organización
La diócesis tiene 352 km² y extiende su jurisdicción sobre los fieles católicos de rito latino residentes en las Islas Vírgenes de los Estados Unidos.
La sede de la diócesis se encuentra en la ciudad de Charlotte Amalie en la isla de Saint Thomas, en donde se halla la Catedral de los Santos Pedro y Pablo. 
En 2020 en la diócesis existían 8 parroquias:
- En la isla Saint Croix: Holy Cross Church, Saint Patrick Church, Saint Ann Church y Saint Joseph Church.
- En la isla Saint Thomas: Saints Peter and Paul Cathedral, Our Lady of Perpetual Help Church y Holy Family Church.
- En la isla Saint John: Our Lady of Mount Carmel Church.

## Historia
La prelatura territorial de las Islas Vírgenes fue erigida el 30 de abril de 1960 con la bula Cum apostolicus del papa Juan XXIII desmembrando territorio de la diócesis de San Juan de Puerto Rico (hoy arquidiócesis de San Juan), que a su vez fue elevada a arquidiócesis metropolitana.
Originalmente sufragánea de la misma arquidiócesis de San Juan, en 1965 la prelatura territorial pasó a formar parte de la provincia eclesiástica de la arquidiócesis de Washington.
El 20 de abril de 1977, a raíz de la bula Animarum utilitatis del papa Pablo VI, fue elevada a la categoría de diócesis y tomó su nombre actual.

## Estadísticas
Según el Anuario Pontificio 2021 la diócesis tenía a fines de 2020 un total de 32 500 fieles bautizados.
| Año                                                                             | Población            | Población | Población      | Sacerdotes | Sacerdotes    | Sacerdotes    | Bautizados por sacerdote | Diáconos permanentes | Religiosos | Religiosos | Parroquias |
| Año                                                                             | Bautizados católicos | Total     | % de católicos | Total      | Clero secular | Clero regular | Bautizados por sacerdote | Diáconos permanentes | Varones    | Mujeres    | Parroquias |
| ------------------------------------------------------------------------------- | -------------------- | --------- | -------------- | ---------- | ------------- | ------------- | ------------------------ | -------------------- | ---------- | ---------- | ---------- |
| 1965                                                                            | 14 000               | 49 000    | 28.6           | 12         |               | 12            | 1166                     |                      | 12         | 39         | 11         |
| 1970                                                                            | 18 928               | 65 750    | 28.8           | 15         | 1             | 14            | 1261                     |                      | 14         | 25         | 5          |
| 1976                                                                            | 23 000               | 70 000    | 32.9           | 16         | 1             | 15            | 1437                     |                      | 17         | 26         | 6          |
| 1980                                                                            | 27 300               | 100 000   | 27.3           | 14         | 1             | 13            | 1950                     |                      | 15         | 18         | 6          |
| 1990                                                                            | 30 000               | 110 000   | 27.3           | 16         | 10            | 6             | 1875                     | 12                   | 7          | 15         | 8          |
| 1999                                                                            | 30 000               | ?         | ?              | 15         | 9             | 6             | 2000                     | 21                   | 3          | 14         | 8          |
| 2000                                                                            | 30 000               | 101 900   | 29.4           | 18         | 13            | 5             | 1666                     | 22                   | 15         | 19         | 8          |
| 2001                                                                            | 30 000               | 101 900   | 29.4           | 14         | 9             | 5             | 2142                     | 18                   | 15         | 17         | 8          |
| 2003                                                                            | 32 000               | 106 600   | 30.0           | 17         | 12            | 5             | 1882                     | 28                   | 15         | 17         | 8          |
| 2004                                                                            | 30 000               | 108 612   | 27.6           | 17         | 12            | 5             | 1764                     | 30                   | 14         | 18         | 8          |
| 2010                                                                            | 30 000               | 108 612   | 27.6           | 15         | 11            | 4             | 2000                     | 29                   | 6          | 24         | 8          |
| 2014                                                                            | 36 179               | 106 405   | 34.0           | 12         | 8             | 4             | 3014                     | 32                   | 5          | 20         | 8          |
| 2017                                                                            | 35 350               | 106 500   | 33.2           | 14         | 13            | 1             | 2525                     | 28                   | 2          | 15         | 8          |
| 2020                                                                            | 32 500               | 102 000   | 31.9           | 14         | 13            | 1             | 2321                     | 28                   | 1          | 17         | 8          |
| Fuente: Catholic-Hierarchy, que a su vez toma los datos del Anuario Pontificio. |                      |           |                |            |               |               |                          |                      |            |            |            |

## Episcopologio
- Edward John Harper, C.SS.R. † (23 de julio de 1960-16 de octubre de 1985 retirado)
- Sean Patrick O'Malley, O.F.M.Cap. (16 de octubre de 1985 por sucesión-16 de junio de 1992 nombrado obispo de Fall River)
- Elliot Griffin Thomas † (30 de octubre de 1993-29 de junio de 1999 renunció)
- George Vance Murry, S.I. † (29 de junio de 1999 por sucesión-30 de enero de 2007 nombrado obispo de Youngstown)
- Herbert Armstrong Bevard (7 de julio de 2008-18 de septiembre de 2020 renunció)[nota 1]
- Jerome Feudjio, desde el 2 de marzo de 2021